# 名探偵ポワロ
『名探偵ポワロ』（めいたんていポワロ、原題：Agatha Christie's Poirot、2003年以降の第9シリーズからはAgatha Christie:Poirotに変更されたが日本版の題名は変わらず）は、1989年から2013年にかけて、イギリスのロンドン・ウィークエンド・テレビ（London Weekend Television）が主体となって制作した、アガサ・クリスティ原作、探偵エルキュール・ポワロを主人公としたテレビドラマ。

## 概要

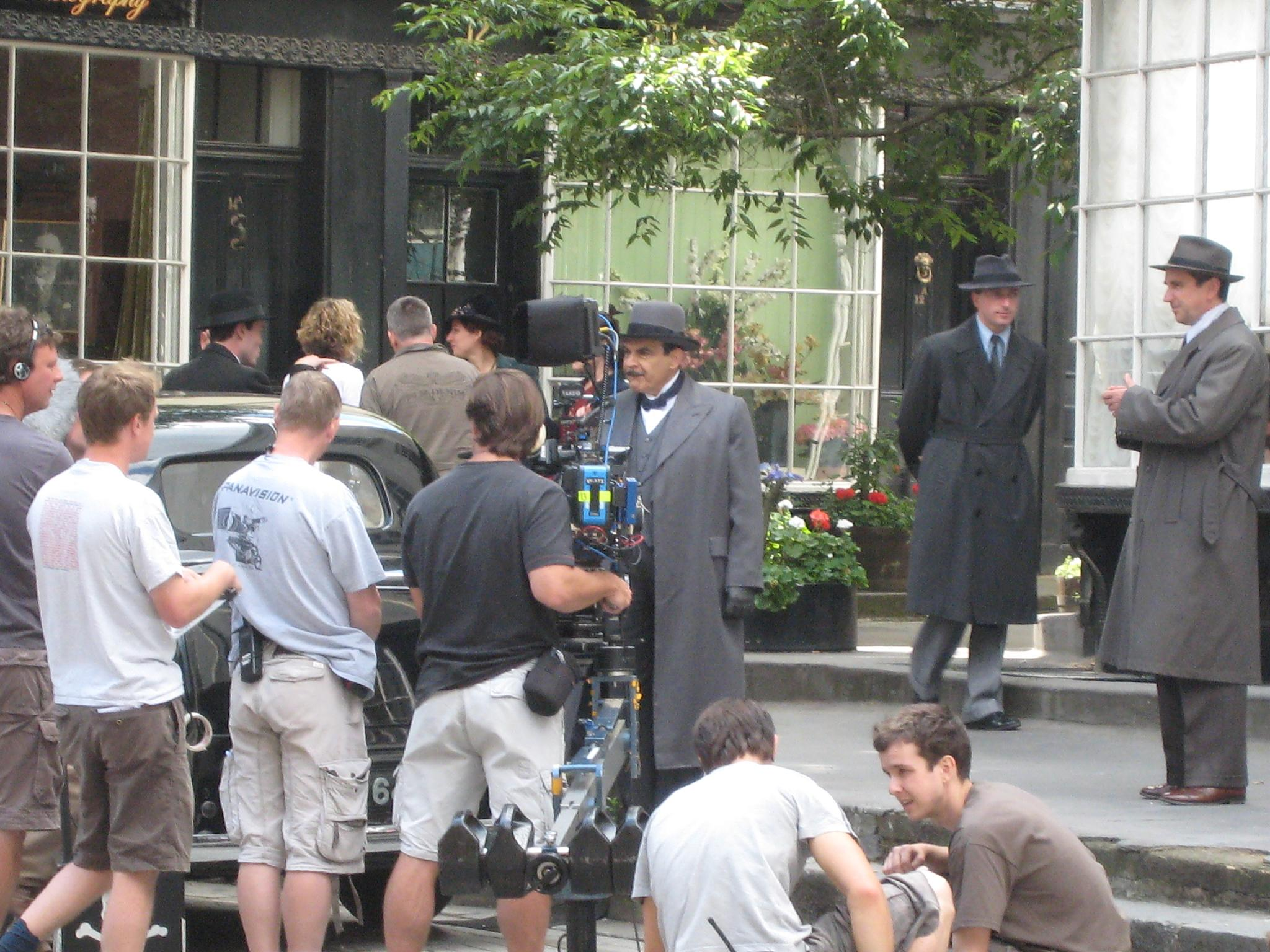
撮影風景（中央の人物がポワロ役のデヴィッド・スーシェ）

原作を重んじた丁寧な作りが放映開始当初から支持を集め、「エルキュール・ポワロ・シリーズの映像化作品における決定版」といわれる本作は、
初期は短編の映像化をメインに、短編を消化した後は長編に移行して制作された。
そのため原作全ての映像化が期待され、本作でポワロ役を演じたデヴィッド・スーシェ自身も前向きであったが、シリーズ中期以降、企画当初からのプロデューサーの退任や制作母体の変遷など苦難が続き、制作されない時期もあった（2007年に予定されていた第11シーズンの放送が2008年にズレ込み、告知のあった『オリエント急行の殺人』を含む各エピソードも先送りされるなどしていた）。こうした困難を経ながらも、長年のファンの期待に後押しされるように断続的に制作は続けられた。
そして2013年6月、第13シリーズをもってついにほぼ全ての原作の映像化という偉業を達成。放映開始から24年目にしてシリーズ完結となった。

### キャスト
最も原作に近いポワロとしばしば賞賛されるデヴィッド・スーシェの演技が良く知られている。スーシェは原作を徹底的に研究し、多くの俳優に演じられてきた「名探偵エルキュール・ポワロ」のイメージを決定付ける名演を見せた。
原作においては部分的な登場であった助手のアーサー・ヘイスティングズ大尉（ヒュー・フレイザー）、スコットランドヤードのジェームス・ハロルド・ジャップ警部（フィリップ・ジャクソン）、秘書のミス・レモン（ポーリーン・モラン）をほぼレギュラーとして登場させることで、ポワロを取り巻く人間関係にドラマオリジナルのキャラクター性を加えられている。彼らのユーモラスな掛け合いもドラマ版ポワロの魅力として認識されており、2004年の第9シリーズ以降登場していなかったが、最終シリーズである第13シリーズにおいて再集結を果たした。またゲストヒロインを始めレギュラー以外の登場人物の年齢が原作より高めに設定されており、「大人のドラマ」という側面が強調されている。
| 演者                   | 吹き替え                                                    | 吹き替え           | 主要人物                       | 役職・称号                                         | 登場シリーズ       | 登場期間                                   |
| 演者                   | NHK版                                                       | デアゴスティーニ版 | 主要人物                       | 役職・称号                                         | 登場シリーズ       | 登場期間                                   |
| ---------------------- | ----------------------------------------------------------- | ------------------ | ------------------------------ | -------------------------------------------------- | ------------------ | ------------------------------------------ |
| デヴィッド・スーシェ   | 熊倉一雄                                                    | 大塚智則           | エルキュール・ポワロ           | 探偵                                               | 1 - 13             | 1989年 – 2013年                            |
| ヒュー・フレイザー     | 富山敬 （第1 - 6シリーズ） 安原義人 （第7 - 8、13シリーズ） | 宮健一             | アーサー・ヘイスティングズ     | 陸軍中尉 （第3シリーズ第1話） 陸軍大尉 / OBE受勲者 | 1 – 8、 13         | 1989年 – 2002年、 2013年                   |
| フィリップ・ジャクソン | 坂口芳貞                                                    | 弓家保則           | ジェームス・ハロルド・ジャップ | 警部 （第1 – 8シリーズ） 警視監 （第13シリーズ）   | 1 – 8、 13         | 1989年 – 2001年、 2013年                   |
| ポーリーン・モラン     | 翠準子                                                      | ひなたたまり       | ミス・フェリシティ・レモン     | 秘書                                               | 1 – 3、 5 – 8、 13 | 1989年 – 1991年、 1993年 – 2001年、 2013年 |
| ゾーイ・ワナメイカー   | 藤波京子 （第10シリーズ） 山本陽子 （第11 - 13シリーズ）    | 北林早苗           | アリアドニ・オリヴァ夫人       | 推理作家                                           | 10 – 13            | 2006年 – 2013年                            |
| デイビット・イェランド | 堀部隆一 （第10シリーズ） 坂本大地 （第11 - 13シリーズ）    | 真田雅隆           | ジョージ                       | 執事                                               | 10 – 13            | 2006年 – 2013年                            |

### 時代設定
原作の「エルキュール・ポワロ」シリーズは第一次世界大戦直後の1920年代から時代が進んでいくのに対し、このドラマでは1930年代に概ね固定されている。特にジャロー十字軍（『ヒッコリー・ロードの殺人』）やフレッド・ペリーの全仏オープン優勝（1935年）などのエピソード（『雲をつかむ死』）が物語に絡められている事から、第二次世界大戦前夜の1930年代後半期が背景にされていると見られる。
こうした時代設定を踏まえて、美術面などでアール・デコ風の装飾を採用しており、原作の持つ独特の雰囲気を演出することに成功している。

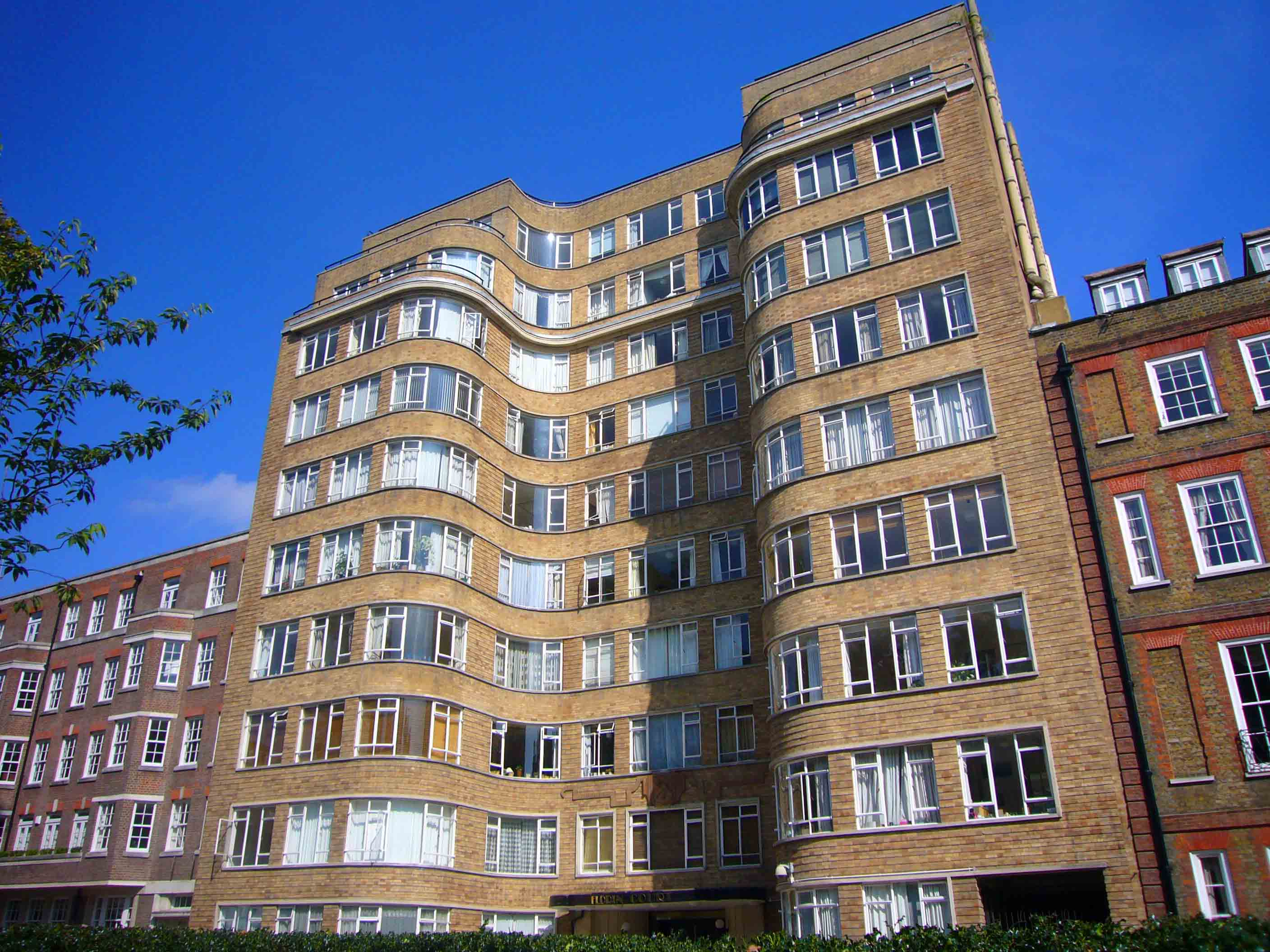
ポワロの架空の住まい「ホワイトヘブン・マンション」は、実在するアール・デコ様式の建物フローリンコートの外観を使用している。

### 日本放映
日本ではNHKが1990年から日本語版の放映を開始。ポワロの吹き替えにはベテラン声優の熊倉一雄を起用し人気を博した。熊倉とスーシェの声質は必ずしも似ているわけではないが、その独特の語り口はスーシェ同様日本におけるポワロのイメージとして定着するに至った。スーシェ本人からも「熊倉の声が最もポワロの声によく似合う」とお墨付きをもらっている。ヘイスティングスの吹き替えは第45話（『もの言えぬ証人』）まで富山敬が担当、富山の死後となる第47話（『エッジウェア卿の死』）から安原義人が新たに担当した。
NHKの日本語版はオリジナル版とは放送順が替えられていたり、放送時間の関係で数分のカットシーンが存在する（カットシーンについてはソフト化の項を参照）。またオリジナル版の後期シリーズでは使われていないオープニング・エンディング映像は、日本語版では短縮された形で使用され続けた。新作が作られる度に、版権処理や日本語化作業のためオリジナル版から1～3年程遅れて、主に海外ドラマ枠として年末年始や夏休みに放送されていたが、後期シリーズは衛星放送のみの場合が多かった。再放送も随時行われているが、近年ではAXNミステリーやシネフィルWOWOWといったCSでも放送されている。
最終第13シリーズの日本語版初回放送に先立ち、ドラマ制作にまつわる秘話・最終収録に臨む想いなどをまとめた特別番組『さよならポワロ！〜世界が愛した名探偵・25年の軌跡〜』が放送された。
イギリスにおいてリマスター版が制作されたことを受け、2015年10月24日よりNHK BSプレミアムにて『名探偵ポワロ　ハイビジョンリマスター版』が放送された（カットシーンのない完全版仕様。第62話以降は本放送もハイビジョン制作のため、番組名はリマスター版とはせずに、本放送と同じものを放送）。ただし、NHKがBSプレミアムの最終話まで地上波版のオープニング映像をアップコンバート・流用したのに対し、シネフィルWOWOWの放送ではNHK版に準じつつ再制作されたタイトルロゴがみられる。NHKでの放映直前となる2015年10月12日にポワロの吹き替えを演じた熊倉一雄が亡くなった為、NHKの番組HPには追悼のコメントが記載された。

## 登場人物
吹き替えはNHK版 / デアゴスティーニ版の順
エルキュール・ポワロ
演：デヴィッド・スーシェ（声：熊倉一雄 / 大塚智則）
主人公。元ベルギー警察の警官で原作では警察署長まで務めたが、ドラマでは触れられていない。首都ブリュッセルで活躍していたが、第一次世界大戦の影響でイギリスに亡命。受け入れ先「スタイルズ荘」で起こった殺人事件を解決し、一躍有名になる。事務所兼住居である、ロンドンのホワイトヘブン・マンションを拠点に、舞い込んできたりしばしば自分から首を突っ込む事件を灰色の脳細胞を用いて解決していく。
推理方法としては相手の心理や行動を分析するプロファイリングに近い推理法を得意とし、証人への質問も返答の内容より相手の顔色や反応を見るという、いかにも元警官らしい手法を使うが現場の証拠やそれが示すものを見逃すことはない。
秩序と方法をモットーとし、かなり几帳面な性格。曲がったことを許さず、机の上の物を始め、少しでも秩序を乱していると感じるものを並べ直してしまう癖がある。野趣をよしとするイギリス式庭園より、きちんと整備されたフランス式庭園を好む。ベンチに座る時など常に綺麗かどうか確認するなど、潔癖症の気もある。当然、潮風と船酔いが伴う船旅や埃っぽい中近東旅行は嫌っているが、いざ実際に行くと大いに楽しむ。ちなみに飛行機も苦手で、窓の外を見ようとしない。ドラマ版では切手収集を趣味としている。
世界一の探偵を自称する自信家で、誰もが自分のことを知っていると思っている。だが案外知られておらず、肩を落としてはヘイスティングスに八つ当たりしたりする。この件もあって、何度となく引退をほのめかしてはヘイスティングスをやきもきさせていた。一度だけ本当に引退を表明し田舎に落ち着いたこともあったが、その村で発生したアクロイド氏の殺人事件に関わり、再会したジャップの言葉に押される形で、再びロンドンのずっと押さえてあったホワイトヘブン・マンションの部屋に戻り探偵業に復職している。
自慢の口ひげは、カモメの羽を逆さにした感じ（ガルウィング風）で、先端はシリーズ初期と後期とでは微妙に変わっており、先端が少しカールしているものから先端が上を向いているものとなっている。原作では髭の形は明確に書かれていないため、スーシェの顔に似合い気に入るこの形にされた。
祖国ベルギーへの愛国心は人一倍。ベルギーが馬鹿にされると癇癪を起こす。また自身の言葉の訛りからフランス人と誤解されることがあり、この時も機嫌を悪くする。フランス語の発音に慣れない英語圏の登場人物から姓名を間違って発音され、むっとすることもしばしばある。面倒とばかりに「ミスターP」などと呼ばれることさえあった。初期には丁寧に訂正を求めていたこともあるが、その後は苦笑しながらも指摘しないことも増えた。
太り気味であることを周囲にからかわれているが、大食漢ではなく美食家。健康ブームの影響か体型について小言を言われることが多いが「私の身体は完璧。今は絶好調です。」と全く動じず、医師から肥満を窘められた際にはセカンドオピニオンを要求していた。「灰色の脳細胞には栄養が必要」と語るなど食事を大切にしており、減量中に事件が起きた際には事件解決の一歩としてまず昼食を取りに向かっていた。なお役を演じるスーシェ本人はスマートで、ポワロを演じる際は胸や肩に大量のパッドを入れている。他に虫歯を患っているが、歯医者は苦手。話によっては右足を少し引きずっている。
このように一癖も二癖もある人物だが、それがどこかチャーミングで憎めない、人を惹き付ける一面となっている。
原作のポワロはかなり高慢で嫌味なキャラクターで、アガサ自身『一作目でポワロが嫌いになった。』と語っているが、本ドラマではむしろより高貴で誇り高い人物描写がなされている。長編もの、特に後期シリーズではその「孤高さ」が老いの侘しさとあいまって「孤独さ」へ、そして寂しさへと変化していった。
女性に対してはきわめて紳士的で、聞き込み先のメイドに椅子を引いて座らせる（『コックを捜せ』）ことまでしている。女性心理の読み取りにも長けており、反対に鈍感なヘイスティングスの行動に眉をひそめることもしばしば。
真相の究明を恐れた犯人や、事件の関係者から殺されかけた経験が数度ある(『スペイン櫃の秘密』『マギンティ夫人は死んだ』『杉の柩』『オリエント急行殺人事件』など)。犯人を逮捕寸前まで追い詰めながら自殺阻止に失敗したり、自殺の可能性を予見しつつあえて看過する展開も少なくない。
アーサー・ヘイスティングス大尉
演：ヒュー・フレイザー（声：富山敬〈「もの言えぬ証人」まで〉 → 安原義人〈「エッジウェア卿の死」以降〉 / 宮健一）
ポワロの友人にしてパートナー。イギリス陸軍の退役将校（大尉）で、現役時には中尉として第一次世界大戦に従軍していた。その後負傷し傷痍軍人としてイギリスに戻り、『スタイルズ荘の怪事件』の際に亡命中のポワロと再会、それを機にポワロの助手になる決意をした。退役後も予備役士官として軍人年金を受け取っている描写があり、初対面の相手には「ヘイスティングス大尉」と紹介される事が多い。
退役軍人ながら優しく温厚な性格で、物腰は柔らかくとも容易に相手を信用しないポワロに比べ、相手をすぐ信用するお人好しである。特に美人の女性には弱く、何度か恋に落ちては淡い失恋に終わっている。『ゴルフ場殺人事件』で最愛の女性を見つけめでたく結婚、アルゼンチンで地主として暮らす為にポワロの元から去るが、原作ではそのままアルゼンチンに定住し、出演機会が激減するのに対し、ドラマ版では経営に失敗してイギリスに戻っている。結婚生活については妻を深く愛しているが、妻からは自分が旅行先から帰るのと入れ違いで旅行に出て行ったりと微妙な態度を取られている。『ビッグ・フォー』では、アルゼンチンのラ・パンパ州サンタロサの、おそらくは郊外に隠居していた。『カーテン』では妻は死亡し、娘のジュディスは「スタイルズ荘」で働いている。
友人に勧められて買った株が、事件関係者が流布した風評で下落する（『プリマス行き急行列車』等）など投資に失敗するエピソードがあり、性格からか商才に乏しいようである。
性格は純粋かつ正義感の強い行動派。視聴者に近い視点で事件を見ているという点でワトソン役であり、推理もジャップと同じく短絡的な結論に陥りがち。だが愚鈍というわけではなく、時としてポワロにヒントを与えることもある。
趣味はゴルフと車。ゴルフの練習のため海外に行くこともあった。車はスポーツカーがお気に入りで、乗り回すだけでなく話が止まらない。その熱中ぶりはポワロによく呆れられている。愛車はラゴンダだが、ぶつけられたり、ポワロに「車のせいで風邪をひいた」と言われるなど、あまりいい思いはしていない。この他、カメラに凝り、浴室を占領して暗室代わりにしていたこともある（『スズメバチの巣』）。
ジェームス・ハロルド・ジャップ警部
演：フィリップ・ジャクソン（声：坂口芳貞 / 弓家保則）
ロンドン警視庁（スコットランド・ヤード）の主任警部(chief inspector)(「ビッグ・フォー」登場時には警視監(assistant commissioner)に出世している)。ポワロがベルギー警察にいた頃からの知り合い。ポワロが探偵業を始めた当初は対立することもあったが、互いの才能を認め合っており、よき協力者、よき友人として長年つきあっている。口元に金髪の口ひげを蓄えている。
性格は頑固。事務処理が苦手で、人員削減のあおりで報告書をタイプする羽目になったときは愚痴をこぼしていた。探偵ものに登場する典型的な警察官でポワロに先を越されることも多いが、法的処理等の問題があり自由に動けないためでもある。推理については理屈よりも先に身体を動かすタイプで、常に直線的に物事を考える。従ってポワロの周到で慎重な推理作業については「あんたは何でも物事を複雑にしたがるんだ」と不満を口にするが、一方で実際に難事件を解決してみせるポワロを深く信頼している。チャリティー講演を頼まれた際には、一般的な私立探偵に嫌悪感をあらわにしながらも、ポワロのことは絶賛した（『二重の罪』）。
捜査活動でのシンプルで実直な気質と同じく、私生活でも必要時以外は家事を行わない大雑把な性格で、何事にも神経質な程に几帳面なポワロとは対照的に描かれている。自宅でポワロに夕食に招待した時は、遠慮から本音をいえないポワロに満面の笑みで「男の料理」を振舞っていた。良く言えばタフ、悪く言えば無神経な人物で少しの事ではへこたれないが、ギャング絡みの事件でFBIに指揮権を取り上げられた時はすっかり落ち込んでいた。
既婚者で子供はいないが、エミリーという妻と27年間過ごしている。愛妻家ないしは軽い恐妻家で『ABC殺人事件』では、職場に買い物を頼む電話がかかってきて、律儀にメモをとっている姿が描写されていた。エミリーは、『刑事コロンボ』の妻（かみさん）と同じく話には登場するが顔は出てこない。その設定は『チョコレートの箱』で見事に生かされている。同エピソードは原作では終始ポワロとヘイステングスの対話で進むエピソードだが、ドラマ版ではブリュッセルで行われたジャップの「黄金の枝」の授章式にポワロが付き添い、昔を振り返りながら事件を説明するエピソードとなっている。なぜ夫人が付いてこなかったかと聞かれたジャップは一言、「妻は長旅が嫌いでね」と返している。『スズメバチの巣』ではジャップが妻は後からやってくる、と発言していたが来られなくなった。もっとも『ポワロのクリスマス』においてジャップ警部が妻の実家でウンザリしているシーンがあり、そこに登場する女性2人のうちのいずれかが妻ではないかとも考えられる。
ミス・レモン
演：ポーリーン・モラン（声：翠準子 / ひなたたまり）
本名：ミス・フェリシティ・レモン。ポワロの有能な秘書。原作では完璧な機械と称されるほど、人間味がなく冷たい印象だが、ドラマでは人間味のある女性として登場している。
原作ではクリスティの別の探偵パーカー・パイン氏の秘書として初登場し、後にポワロシリーズに登場する。ドラマでは第1話から既にポワロの秘書として登場、これまでの経歴は触れられていない。
性格はポワロと同じく几帳面。決まった時間に行動し、決まった時間にポワロにハーブティーを差し出す（ポワロは紅茶（tea）が嫌い）。完璧なファイリングシステムの構築を目指しており、取り扱った事件のデータを事細かに、ファイリングしている。ただしこのシステムは、彼女しか使いこなせないのが難点。ヘイスティングスが動けないとき、女性の視点を必要とするときなどは、ポワロと一緒に捜査をすることもある。一人で外出するときは、笛でタクシーを呼びつけたこともあった。第一次世界大戦中には病院の遺体置き場で働いていたらしく、死体は見慣れているという（『あなたの庭はどんな庭？』）。
身内は母と姉ハバード夫人が確認できる。姉の事はフローレンスと呼んでおり、ミス・レモンを通した姉からの相談によってポワロが事件に関わることとなる（『ヒッコリー・ロードの殺人』）。一度だけ、恋人が出来たこともあった（『イタリア貴族殺害事件』）。
アリアドニ・オリヴァ夫人
演：ゾーイ・ワナメイカー（声：藤波京子〈「ひらいたトランプ」のみ〉 → 山本陽子〈「マギンティ夫人は死んだ」以降〉 / 北林早苗）
後期作品『ひらいたトランプ』より登場。以後「マギンティ夫人は死んだ」「第三の女」「ハロウィン・パーティ」「象は忘れない」に登場、『複数の時計』では、登場はしないが、彼女自身の脚本でスヴェンものが舞台で上演されている。後期シリーズではヘイスティングスなどに代わりポワロの助手役として比較的出番が多く、ポワロの執事ジョージとともに実質的な準レギュラーとなっている。
著名な女流推理作家。フィンランド人探偵スヴェンシリーズは人気があり、長く書き続けられているが、当初本人は続けるつもりはなかったため、フィンランド人、ベジタリアンなどの奇抜な設定をもてあまし、書き続けなければならないことをしばしば愚痴っている。彼女はアガサ・クリスティ本人がモデルであるとされる。アガサ・クリスティもポワロシリーズに半ばうんざりしながら創作を続けていたという証言があり、それになぞらえた設定と考えられる。
「作品の参考にする」という口実で事件に首を突っ込むが、無意識に重要なヒントを与える一方で、事件を引っかき回したり関係者に襲われる等してポワロをやきもきさせる。
ジョージ
演：デイビット・イェランド（声：堀部隆一〈「満潮に乗って」のみ〉 → 坂本大地〈「マギンティ夫人は死んだ」以降〉 / 真田雅隆）
ポワロの執事。原作ではおなじみの登場人物だが、このドラマでは後期シリーズの準レギュラーとして第57話で初登場、最終話にも顔を見せる。実直な人柄で、主人のポワロに忠実に仕える。ポワロの身の回りの世話をするほか、時には彼に命じられて事件の調査をしたり、意見を求められることもある。料理の腕も一流らしくグルメなポワロも絶賛している（『第三の女』）。

## スタッフ
Agatha Christie's Poirot
- 原作：アガサ・クリスティ
- 製作：ブライアン・イーストマン他
- 製作総指揮：ニック・エリオット他
- 脚本：クライブ・エクストン/マイケル・ベイガー/アンソニー・ホロヴィッツ 他多数
- 監督：エドワード・ベネット/レニィ・ライ他多数
- 音楽：クリストファー・ガニング（含テーマ曲）/クリスチャン・ヘンソン/スティーブン・マッキーオン
- 主演：デヴィッド・スーシェ（エルキュール・ポワロ）
- 制作：カーニバル・フィルム/英LWT/グラナダ・プロダクション/米A&Eテレビジョンネットワーク/ITV プロダクション/WGBHボストン/エーコン・プロダクションズ/マスターピース/アガサクリスティLtd.

NHK日本語版『名探偵ポワロ』
| 役職                      | 第1シリーズ - 第6シリーズ    | 第7シリーズ - 第8シリーズ    | 第9シリーズ                  | 第10シリーズ                 | 第11シリーズ        | 第12シリーズ               | 第13シリーズ      |
| ------------------------- | ---------------------------- | ---------------------------- | ---------------------------- | ---------------------------- | ------------------- | -------------------------- | ----------------- |
| 翻訳                      | 宇津木道子                   | 宇津木道子                   | 宇津木道子                   | たかしまちせこ               | 中村久世            | 日笠千晶 菅佐千子 中村久世 | 澤口浩介 坂内朝子 |
| 演出                      | 山田悦司                     | 佐藤敏夫                     | 蕨南勝之                     | 高橋剛                       | 佐藤敏夫            | 佐藤敏夫                   | 佐藤敏夫          |
| 調整                      | 金谷和美                     | 金谷和美                     | 金谷和美                     | 金谷和美                     | 田中直也            | 田中直也                   | 小出善司          |
| 録音                      | [ 注 13 ]                    | [ 注 13 ]                    | [ 注 13 ]                    | [ 注 13 ]                    | 三田英登 岡部直紀   | 三田英登 岡部直紀          | 黒田賢吾          |
| 制作担当 ↓ プロデューサー | 里口千                       | 里口千                       | 里口千                       | 里口千                       | 武士俣公佑 間瀬博美 | 武士俣公佑 間瀬博美        | 武士俣公佑        |
| 制作統括                  | [ 注 18 ]                    | [ 注 18 ]                    | 西亀泰                       | 小川純子 廣田建三            | 柴田幸裕 小坂聖     | 小坂聖 山本玄一 柴田幸裕   | 小坂聖            |
| 制作                      | NHKエンタープライズ テレシス | NHKエンタープライズ テレシス | NHKエンタープライズ テレシス | NHKエンタープライズ テレシス |                     |                            |                   |

完全版追加録音部分
- 翻訳：瀬尾明日香
- 演出：中村烈
- 制作：テレシス

デアゴスティーニ版
- 翻訳：安本熙生
- 演出：椿淳
- 録音・編集：恵比須弘和
- 制作：高砂商事（CROSS-GATE）

## エピソード
イギリスでの初回放送順に準ずる。なお作品間の時系列は不特定で、台詞を確認すると細かく前後していたりする。日本での放送日は初回放送日。
※「NHK版吹き替え出演者」で1役2名記載の場合は2005年の完全版制作時の追加吹き替え時の代役キャスト。

### 第1シリーズ（第1 - 10話）
各52分。
| 話数   | 放送日        | 放送日        | 邦題 原題                                                       | 脚本                       | 演出                 | ゲスト出演者 | NHK版吹き替え出演者 |
| 話数   | イギリス      | 日本          | 邦題 原題                                                       | 脚本                       | 演出                 | ゲスト出演者 | NHK版吹き替え出演者 |
| ------ | ------------- | ------------- | --------------------------------------------------------------- | -------------------------- | -------------------- | --- | --- |
| 第1話  | 1989年1月8日  | 1990年1月20日 | コックを捜せ The Adventure of the Clapham Cook                  | クライブ・エクストン       | エドワード・ベネット | ブリジット・フォーサイス（英語版）（トッド夫人） ダーモット・クロウリー（英語版）（アーサー・シンプソン） | 此島愛子（トッド夫人） 安原義人（アーサー・シンプソン）                                                                                             |
| 第2話  | 1989年1月15日 | 1990年1月13日 | ミューズ街の殺人 Murder in the Mews                             | クライブ・エクストン       | エドワード・ベネット | ジュリエット・モール（英語版）（ジェーン・プレンダーリース） デイヴィッド・イェランド（英語版）（チャールズ・レイバトン・ウェスト） | 鈴木弘子（ジェーン・プレンダーリース） 小川真司（チャールズ・レイバトン・ウェスト）                                                                 |
| 第3話  | 1989年1月22日 | 1990年1月27日 | ジョニー・ウェイバリー誘拐事件 The Adventure of Johnnie Waverly | クライブ・エクストン       | レニー・ライ         | ジェフリー・ベイトマン（マーカス・ウェイバリー） ジュリア・チャンバース（英語版）（エイダ・ウェイバリー） | 樋浦勉（マーカス・ウェイバリー） 一柳みる（エイダ・ウェイバリー）                                                                                   |
| 第4話  | 1989年1月29日 | 1990年2月3日  | 24羽の黒つぐみ Four and Twenty Blackbirds                       | ラッセル・マレー           | レニー・ライ         | リチャード・ハワード（英語版）（ジョージ・ロリマー） トニー・エイトキン（英語版）（トミー・ピナー） ホリー・デ・ヨング（ダルシー・レイン）                                                                                              | 納谷六朗（ジョージ・ロリマー） 小島敏彦（トミー・ピナー） 増山江威子（ダルシー・レイン）                                                            |
| 第5話  | 1989年2月5日  | 1990年2月17日 | 4階の部屋 The Third Floor Flat                                  | マイケル・ベイカー         | エドワード・ベネット | スザンヌ・バーデン（英語版）（パトリシア・マシューズ） ジョシィ・ローレンス（英語版）（グラント夫人） ニコラス・プリチャード（ドノバン・ベイリー）                                                                                      | 小山茉美（パトリシア・マシューズ） 宗形智子（グラント夫人） 神谷明 / 平川大輔（ドノバン・ベイリー）                                                 |
| 第6話  | 1989年2月12日 | 1990年2月24日 | 砂に書かれた三角形 Triangle at Rhodes                           | スティーブン・ウェイクラム | レニー・ライ         | フランシス・ロー（パメラ・ライル） ピーター・セッテレン（英語版）（ダグラス・ゴールド） ティモシー・ナイトリー（バーンズ少佐） | 高島雅羅（パメラ・ライル） 中尾隆聖（ダグラス・ゴールド） 大木民夫（バーンズ少佐）                                                                  |
| 第7話  | 1989年2月19日 | 1990年3月3日  | 海上の悲劇 Problem at Sea                                       | クライブ・エクストン       | レニー・ライ         | ジョン・ノーミントン（英語版）（クラパトン大佐） シーラ・アレン（クラパトン夫人） ベン・アリス（英語版）（ファウラー船長） アン・ファーバンク （エリー・ヘンダーソン）                                                                  | 金内吉男（クラパトン大佐） 北村昌子（クラパトン夫人） 小林清志（ファウラー船長） 鳳八千代（エリー・ヘンダーソン）                                   |
| 第8話  | 1989年2月26日 | 1990年3月10日 | なぞの盗難事件 The Incredible Theft                             | クライブ・エクストン       | デビッド・リード     | ジョン・ストライド（英語版）（トミー・メイフィールド） シアラン・マッデン（英語版）（レディー・メイフィールド） ジョン・カーソン（英語版）（サー・ジョージ・キャリントン） カルメン・デュ・ソートイ（英語版）（ジョアンナ・バンダリン） | 宮川洋一（トミー・メイフィールド） 武藤礼子（レディー・メイフィールド） 石田太郎（サー・ジョージ・キャリントン） 田島令子（ジョアンナ・バンダリン） |
| 第9話  | 1989年3月12日 | 1990年3月17日 | クラブのキング The King of Clubs                                | マイケル・ベイカー         | レニー・ライ         | ニーヴ・キューザック（バレリー・サンクレア） ジャック・クラフ（英語版）（ポール皇太子） ジョナサン・コイ（英語版）（バニー・サンダース）                                                                                                | 土井美加（バレリー・サンクレア） 柴田侊彦（ポール皇太子） 堀勝之祐（バニー・ソーンダース）                                                          |
| 第10話 | 1989年3月19日 | 1990年7月11日 | 夢 The Dream                                                    | クライブ・エクストン       | エドワード・ベネット | アラン・ハワード（英語版）（ベネディクト・ファーリー） ジョエリー・リチャードソン（ジョアンナ・ファーリー） | 大塚周夫（ベネディクト・ファーリー） 水沢アキ（ジョアンナ・ファーリー） 阪脩（ヒューゴー・コーンワージー）                                          |

### 第2シリーズ（第11 - 19話）
第11話：103分、第12 - 19話：各52分。
| 話数   | 放送日        | 放送日        | 邦題 原題                                                 | 脚本                                       | 演出                   | ゲスト出演者 | NHK版吹き替え出演者                                                                                               |
| 話数   | イギリス      | 日本          | 邦題 原題                                                 | 脚本                                       | 演出                   | ゲスト出演者 | NHK版吹き替え出演者                                                                                               |
| ------ | ------------- | ------------- | --------------------------------------------------------- | ------------------------------------------ | ---------------------- | --- | --- |
| 第11話 | 1990年1月7日  | 1990年8月11日 | エンドハウスの怪事件 Peril at End House                   | クライブ・エクストン                       | レニー・ライ           | ポリー・ウォーカー（ニック・バックリー） ジェレミー・ヤング（英語版）（バート・クロフト） ジョン・ハーディング（ジョージ・チャレンジャー） キャロル・マクレディ（英語版）（クロフト夫人） | 中村晃子（ニック・バックリー） 増岡弘（バート・クロフト） 前田昌明（ジョージ・チャレンジャー）                    |
| 第12話 | 1990年1月14日 | 1990年7月18日 | ベールをかけた女 The Veiled Lady                          | クライブ・エクストン                       | エドワード・ベネット   | フランシス・バーバー（レディー・ミリセント） キャロル・ヘイマン（英語版）（ゴッドバー夫人） テレンス・ハーヴェイ（英語版）（ラビントン）                                                  | 小原乃梨子（レディー・ミリセント） 寺島信子（ゴッドバー夫人） 有川博（ラビントン）                                |
| 第13話 | 1990年1月21日 | 1990年7月25日 | 消えた廃坑 The Lost Mine                                  | マイケル・ベイカー、デビッド・レンウィック | エドワード・ベネット   | コリン・スティントン（英語版）（チャールズ・レスター） アンソニー・ベイト（英語版）（ピアソン頭取） ジェームズ・サクソン（英語版）（レジー・ダイアー）                                    | 中田浩二（チャールズ・レスター） 村松康雄（ピアソン頭取） 島香裕（レジー・ダイアー）                              |
| 第14話 | 1990年1月28日 | 1990年8月1日  | コーンワルの毒殺事件 The Cornish Mystery                  | クライブ・エクストン                       | エドワード・ベネット   | ジョン・ボウラー（英語版） （ジェイコブ・ラドナー） ジェローム・ウィリス（英語版）（エドワード・ペンゲリー） アマンダ・ウォーカー（英語版）（ペンゲリー夫人）                             | 堀勝之祐（ジェイコブ・ラドナー） 大木民夫（エドワード・ペンゲリー） 公卿敬子（ペンゲリー夫人）                    |
| 第15話 | 1990年2月4日  | 1991年1月29日 | ダベンハイム失そう事件 The Disappearance of Mr. Davenheim | デビッド・レンウィック                     | アンドリュー・グリーブ | ケネス・コリー（マシュー・ダベンハイム） メル・マーティン（英語版）（ダベンハイム夫人）                                                                                                   | 納谷悟朗（マシュー・ダベンハイム） 喜多道枝（ダベンハイム夫人）                                                   |
| 第16話 | 1990年2月11日 | 1991年1月22日 | 二重の罪 Double Sin                                       | クライブ・エクストン                       | リチャード・スペンス   | キャロライン・ミルモー（英語版）（メアリ・ダラント） エルスペット・グレイ（英語版）（エリザベス・ペン）                                                                                   | 玉川砂記子（メアリ・ダラント） 藤波京子（エリザベス・ペン）                                                       |
| 第17話 | 1990年2月18日 | 1991年2月5日  | 安いマンションの事件 The Adventure of the Cheap Flat      | クライブ・エクストン、ラッセル・マレイ     | リチャード・スペンス   | ジョン・ミッチー（英語版）（ジェームス・ロビンソン） サマンサ・ボンド（ロビンソン夫人） ジェニファー・ランドー（カーラ・ロメロ） ウィリアム・フットキンス（バート捜査官）                 | 江原正士（ジェームス・ロビンソン） 頓宮恭子（ロビンソン夫人） 戸田恵子（カーラ・ロメロ） 滝口順平（バート捜査官） |
| 第18話 | 1990年2月25日 | 1991年2月26日 | 誘拐された総理大臣 The Kidnapped Prime Minister           | クライブ・エクストン                       | アンドリュー・グリーブ | ロナルド・ハインズ（英語版）（サー・バーナード・ドッジ） デヴィッド・ホロヴィッチ（英語版）（ダニエルズ中佐） リサ・ハーロウ（英語版）（ダニエルズ夫人）                                  | 内田稔（サー・バーナード・ドッジ） 外山高士（ダニエルズ中佐） 中西妙子（ダニエルズ夫人）                          |
| 第19話 | 1990年3月4日  | 1990年6月29日 | 西洋の星の盗難事件 The Adventure of the Western Star      | クライブ・エクストン                       | リチャード・スペンス   | オリヴァー･コットン（英語版）（グレゴリー・ロルフ） ロザリンド・ベネット（英語版）（マリー・マーベル） キャロライン・グッドール（レディー・ヤードリー）                                   | 瑳川哲朗（グレゴリー・ロルフ） 榊原良子 / 大坂史子（マリー・マーベル） 池田昌子（レディー・ヤードリー）           |

### 第3シリーズ（第20 - 30話）
第20話：103分、第21 - 30話：各52分。
| 話数   | 放送日        | 放送日         | 邦題 原題                                                                                                | 脚本                                           | 演出                       | ゲスト出演者 | NHK版吹き替え出演者 |
| 話数   | イギリス      | 日本           | 邦題 原題                                                                                                | 脚本                                           | 演出                       | ゲスト出演者 | NHK版吹き替え出演者 |
| ------ | ------------- | -------------- | --- | ---------------------------------------------- | -------------------------- | --- | --- |
| 第20話 | 1990年9月16日 | 1990年11月24日 | 生誕100周年記念スペシャル スタイルズ荘の怪事件 100th Anniversary Special The Mysterious Affair at Styles | クライブ・エクストン                           | ロス・デベニッシュ         | デヴィッド・リントール（英語版）（ジョン・カベンディッシュ） マイケル・クローニン（英語版）（アルフレッド・イングルソープ）\| ジリアン・バージ（英語版）（エミリー・イングルソープ） ジョアンナ・マカラム（英語版）（イブリン・ハワード） アンソニー・カーフ（英語版）（ローレンス・カベンディッシュ） ビーティ・エドニー(メアリ・カベンディッシュ） アリー・バーン（英語版）（シンシア・マードック） | 樋浦勉（ジョン・ウェンドバー・カベンディッシュ） 銀河万丈（アルフレッド・イングルソープ） 阿部寿美子（エミリー・イングルソープ） 野沢雅子（イブリン・ハワード） 田中正彦（ローレンス・カベンディッシュ） 幸田直子（メアリ・カベンディッシュ） 安達忍（シンシア・マードック） |
| 第21話 | 1991年1月6日  | 1991年9月14日  | あなたの庭はどんな庭? How Does Your Garden Grow?                                                         | アンドリュー・マーシャル、クライブ・エクストン | ブライアン・ファーナム     | マージェリー・メイソン（英語版）（アミリア・バロビー） アン・スタリーブラス（英語版）（メアリ・デラフォンテン） キャサリン・ラッセル（英語版）（カトリーナ・レイガー） | 沼波輝枝（アミリア・バロビー） 新橋耐子（メアリ・デラフォンテン） 池田昌子（カトリーナ・レイガー） 藤田啓而（ヘンリー・デラフォンテン） |
| 第22話 | 1991年1月13日 | 1991年9月15日  | 100万ドル債券盗難事件 The Million Dollar Bond Robbery                                                    | アンソニー・ホロヴィッツ、クライブ・エクストン | アンアンドリュー・グリーブ | オリヴァー・パーカー（英語版）（フィリップ・リッジウェイ） ナタリー・オーグル（英語版）（エズミー・ダルリーシュ） リジー・マキナニー（スペイン語版）（ミランダ・ブルックス） ユアン・フーパー（英語版）（ババソア） | 大塚芳忠（フィリップ・リッジウェイ） 土井美加（エズミー・ダルリーシュ） 一柳みる（ミランダ・ブルックス） 富田耕生（ババソア） |
| 第23話 | 1991年1月20日 | 1991年9月15日  | プリマス行き急行列車 The Plymouth Express                                                                | ロッド・ビーチャム、クライブ・エクストン       | アンドリュー・ピディントン | ジョン・ストーン（英語版）（ゴードン・ハリデイ） マリオン・ベイリー（英語版）（ジェーン・メイソン） アルフレッド・マイケルソン（ロシュフォール伯爵） シェラ・マクロード（英語版）（フローレンス・キャリントン） ケネス・ヘイグ（英語版）（マッケンジー） | 小林昭二 / 糸博（ゴードン・ハリデイ） 大方斐紗子 / 二宮弘子（ジェーン・メイソン） 西沢利明 / 檀臣幸（ロシュフォール伯爵） 勝生真沙子（フローレンス・キャリントン） 小林勝彦（マッケンジー）                                                                                  |
| 第24話 | 1991年1月27日 | 1991年9月16日  | スズメバチの巣 Wasps' Nest                                                                               | デビッド・レンウィック                         | ブライアン・ファーナム     | マーティン・ターナー（英語版）ジョン・ハリスン） メラニー・ジェソップ（モリー・ディーン） ピーター・カパルディ（クロード・ラングトン） | 津嘉山正種 / 世古陽丸（ジョン・ハリスン） 高島雅羅（モリー・ディーン） 三ツ矢雄二（クロード・ラングトン） |
| 第25話 | 1991年2月3日  | 1992年3月31日  | マースドン荘の惨劇 The Tragedy at Marsdon Manor                                                          | デビッド・レンウィック                         | レニー・ライ               | イアン・マカロック（英語版）（ジョナサン・マルトラバース）ジェラルディン･アレクサンダー（スーザン・マルトラバース） ニール・ダンカン（英語版）（ブラック大尉） デズモンド・バリット（英語版）（サミュエル・ノートン） | 有本欽隆（ジョナサン・マルトラバース） 戸田恵子 / 堀江真理子（スーザン・マルトラバース） 小川真司（ブラック大尉） 吉村よう / 岩崎ひろし（サミュエル・ノートン） |
| 第26話 | 1991年2月10日 | 1992年4月1日   | 二重の手がかり The Double Clue                                                                           | アンソニー・ホロヴィッツ、クライブ・エクストン | アンドリュー・ピディントン | キカ・マーカム（ロサコフ伯爵夫人） デヴィッド・ライアン（英語版）（マーカス・ハードマン） デビッド･バンバー（英語版）（バーナード・パーカー） | 久野綾希子（ロサコフ伯爵夫人） 前田昌明（マーカス・ハードマン） 鈴置洋孝（バーナード・パーカー） |
| 第27話 | 1991年2月17日 | 1992年4月2日   | スペイン櫃の秘密 The Mystery of the Spanish Chest                                                        | アンソニー・ホロヴィッツ、クライブ・エクストン | アンドリュー・グリーブ     | アントニア・ペンバートン（レディー・チャタートン） キャロライン・ラングリッシュ（英語版）（マーゲリート・クレイトン） ジョン・マケナリー（カーチス大佐） ピップ･トレンス（英語版）（リッチ少佐） | 公卿敬子（レディー・チャタートン） 萩尾みどり（マーゲリート・クレイトン） 中村正 / 吉見一豊（カーチス大佐） 中田浩二 / 西凜太朗（リッチ少佐） |
| 第28話 | 1991年2月24日 | 1992年4月3日   | 盗まれたロイヤル・ルビー The Theft of the Royal Ruby                                                     | アンソニー・ホロヴィッツ、クライブ・エクストン | アンドリュー・グリーブ     | フレデリック・トリーブス（英語版）（レイシー大佐） ステファニー・コール（英語版）（レイシー夫人） ナイジェル・ル・ヴァイラン（英語版）（デズモンド・リーワートリー） ヘレナ・ミッチェル（英語版）（セアラ・レイシー） | 福田豊土（レイシー大佐） 瀬能礼子（レイシー夫人） 羽佐間道夫（デズモンド・リーワートリー） 潘恵子（セアラ・レイシー） |
| 第29話 | 1991年3月3日  | 1992年7月29日  | 戦勝舞踏会事件 The Affair at the Victory Ball                                                            | アンドリュー・マーシャル                       | レニー・ライ               | マーク・クラウディ（クロンショー卿） ヘイドン・グウィン（英語版）（ココ・コートニー） ケイト・ハーパー（マラビー夫人） ナサニエル・パーカー（クリストファー・イアン・デビッドソン） デビッド・ヘンリー（ユースタス・ベルテイン） ナタリー・スレーター（デビッドソン夫人） | 牛山茂（クロンショー卿） 加藤みどり / 松野果音（ココ・コートニー） 武藤礼子 / 深水由美（マラビー夫人） 大塚明夫（クリストファー・イアン・デビッドソン） 家弓家正 / 飯島肇（ユースタス・ベルテン） 島本須美（デビッドソン夫人）                                               |
| 第30話 | 1991年3月10日 | 1992年7月30日  | 猟人荘の怪事件 The Mystery of Hunter's Lodge                                                             | クライブ・エクストン                           | T・R・ボウエン             | ジム・ノートン（英語版）（ロジャー・ヘイバリング） ダイアナ・ケント（英語版）（ゾイ・ヘイバリング） ショーガン･シーモア（アーチー・ヘイバリング） ロイ・ボイド（英語版）（ジャック・ストッダード） バーナード・ホースフォール（英語版）（ハリントン・ペイス） デニス・アレクサンダー（英語版）（ミドルトン夫人）                                                                                      | 樋浦勉（ロジャー・ヘイバリング） 田島令子（ゾイ・ヘイバリング） 伊藤和晃（アーチー・ヘイバリング） 緒方賢一（ジャック・ストッダード） 大塚周夫（ハリントン・ペイス） |

### 第4シリーズ（第31 - 33話）
各103分。
| 話数   | 放送日        | 放送日        | 邦題 原題                         | 脚本                 | 演出                       | ゲスト出演者 | NHK版吹き替え出演者 |
| 話数   | イギリス      | 日本          | 邦題 原題                         | 脚本                 | 演出                       | ゲスト出演者 | NHK版吹き替え出演者 |
| ------ | ------------- | ------------- | --------------------------------- | -------------------- | -------------------------- | --- | --- |
| 第31話 | 1992年1月5日  | 1992年10月2日 | ABC殺人事件 The ABC Murders       | クライブ・エクストン | アンドリュー・グリーブ     | ドナルド・サンプター（英語版）（アレキサンダー・ボナパルト・カスト） ドナルド･ダグラス（英語版）（フランクリン・クラーク） ニコラス･ファレル（英語版）（ドナルド・フレイザー） キャスリン・ブラッドショー（英語版）（メアリ・ドローワー） ニーナ･マーク（ソーラ・グレイ） ピッパ･ガード（英語版）（ミーガン・バーナード） | 矢田稔（アレキサンダー・ボナパルト・カスト） 内田稔（フランクリン・クラーク） 玄田哲章（ドナルド・フレイザー） 吉田理保子（メアリ・ドローワー） 弥永和子（ソーラ・グレイ） 榊原良子（ミーガン・バーナー） |
| 第32話 | 1992年1月12日 | 1992年10月4日 | 雲をつかむ死 Death in the Clouds  | ウィリアム・ハンブル | スティーブン・ウィッテカー | サラ・ウッドワード（英語版）（ジェーン・グレイ） ショーン・スコット（英語版）（ノーマン・ゲイル） キャサリン・ハリソン（英語版）（レディー・セシリー・ホーバリ） デビッド･ファース（スティーブン・ホーバリ卿） ジェニー･ダウンナム（英語版）（アン・リチャーズ）                                                          | 高島雅羅（ジェーン・グレイ） 田中秀幸（ノーマン・ゲイル） 戸田恵子（レディー・セシリー・ホーバリ） 伊藤和晃（スティーブン・ホーバリ卿） 勝生真沙子（アン・リチャーズ）                                    |
| 第33話 | 1992年1月19日 | 1992年10月3日 | 愛国殺人 One, Two, Buckle My Shoe | クライブ・エクストン | ロス・デベニッシュ         | ピーター・ブライス（英語版）（アリステア・ブラント） ローレンス・ハリントン（英語版）（ヘンリー・モーリー） ジョアンナ･フィリップス＝レーン（英語版）(ガーダ) クリストファー・エクルストン(フランク・カーター) ケヴォーク･マリキャン（英語版）（アンベリオティス）                                                        | 天田俊明（アリステア・ブラント） 鈴木弘子(ガーダ) 大塚芳忠(フランク・カーター) 小林清志（アンベリオティス）                                                                                               |

### 第5シリーズ（第34 - 41話）
各52分。
| 話数   | 放送日        | 放送日        | 邦題 原題                                                                      | 脚本                     | 演出                           | ゲスト出演者                                                                                      | NHK版吹き替え出演者 |
| 話数   | イギリス      | 日本          | 邦題 原題                                                                      | 脚本                     | 演出                           | ゲスト出演者                                                                                      | NHK版吹き替え出演者 |
| ------ | ------------- | ------------- | ------------------------------------------------------------------------------ | ------------------------ | ------------------------------ | ------------------------------------------------------------------------------------------------- | --- |
| 第34話 | 1993年1月17日 | 1993年7月3日  | エジプト墳墓のなぞ The Adventure of the Egyptian Tomb                          | クライブ・エクストン     | ピーター・バーバー・フレミング | ピーター・リーヴス（ウィラード卿） アンナ・クロッパー（レディー・ウィラード）                     | 依田英助（ウィラード卿） 瀬能礼子（レディー・ウィラード） 堀勝之祐（ロバート・エイムズ） 江原正士（ガイ・ウィラード）                                                                                       |
| 第35話 | 1993年1月24日 | 1994年5月21日 | 負け犬 The Underdog                                                            | ビル・グレイグ           | ジョン・ブルース               | ジョナサン・フィリップス（チャールズ） アン・ベル（レディー・アストウェル）                       | 平田広明（チャールズ） 小沢寿美恵（レディー・アストウェル） 土井美加（リリー・マーグレイブ） 川久保潔（サー・ルーベン）                                                                                     |
| 第36話 | 1993年1月31日 | 1994年2月5日  | 黄色いアイリス The Yellow Iris                                                 | アンソニー・ホロヴィッツ | ピーター・バーバー・フレミング | ロビン・マキャフリー（アイリス・ラッセル） ジェラルディン・サマーヴィル（ポーリーン・ウェザビー） | 小林修（バートン・ラッセル） 鈴置洋孝（アンソニー・チャペル） 松島みのり（アイリス・ラッセル） 小山茉美（ポーリーン・ウェザビー）                                                                           |
| 第37話 | 1993年2月7日  | 1993年7月31日 | なぞの遺言書[注 20] The Case of the Missing Will                               | ダグラス・ワトキンソン   | ジョン・ブルース               | マーク・キングストン（アンドルー・マーシュ） ベス・ゴダード（バイオレット・ウィルソン）           | 宮川洋一（アンドルー・マーシュ） 島本須美（バイオレット・ウィルソン） 藤波京子（フィリダ・カンピオン） 麻生美代子（セーラ・シダウェイ）                                                                     |
| 第38話 | 1993年2月14日 | 1994年4月9日  | イタリア貴族殺害事件 The Adventure of the Italian Nobleman                     | クライブ・エクストン     | ブライアン・ファーナム         | レオナルド・プレストン（エドウィン・グレイブス） シドニー・キーン（フォスカティーニ伯爵）         | 羽佐間道夫（エドウィン・グレイブス） 伊藤和晃（フォスカティーニ伯爵） 内田稔（ブルーノ・ビッツィーニ） 吉田理保子 / 甲斐田裕子（マルゲリータ・ファブリ）                                                    |
| 第39話 | 1993年2月21日 | 1993年7月10日 | チョコレートの箱 The Chocolate Box                                             | ダグラス・ワトキンソン   | ケン・グリーブ                 | ジェームズ・クームス（ポール・デルラール） デヴィッド・デ・キーサー（ガストン・ボージュ）         | 佐古雅誉（ポール・デルラール） 松岡文雄（ガストン・ボージュ） 鈴木弘子（ビルジニー・メナール） 鳳八千代 / 福井裕子（デルラール夫人） 阪脩（サン・タラール伯爵） 仲村秀生 / 園江治（クロード・シャンタリエ） |
| 第40話 | 1993年2月28日 | 1994年5月28日 | 死人の鏡 Dead Man's Mirror                                                     | アンソニー・ホロヴィッツ | ブライアン・ファーナム         | イアン・カスバートソン（ジャベイス・シェブニックス） リチャード・リンターン（ジョン・レイク）     | 戸田恵子（ルース・シェブニックス） 富田耕生（ジャベイス・シェブニックス） 大塚芳忠（ジョン・レイク） 北村昌子（リンガード）                                                                                 |
| 第41話 | 1993年3月7日  | 1994年6月11日 | グランド・メトロポリタンの宝石盗難事件 Jewel Robbery at the Grand Metropolitan | アンソニー・ホロヴィッツ | ケン・グリーブ                 | トレヴァー・クーパー（エド・オパルセン） ソーチャ・キューザック（オパルセン夫人）                 | 滝口順平（エド・オパルセン） 谷育子（オパルセン夫人） 家弓家正（ソーンダース） 中尾隆聖（アンドルー・ホール）                                                                                               |

### 第6シリーズ（第42 - 45話）
各103分。
| 話数   | 放送日        | 放送日         | 邦題 原題                                     | 脚本                     | 演出                   | ゲスト出演者                                                                      | NHK版吹き替え出演者 |
| 話数   | イギリス      | 日本           | 邦題 原題                                     | 脚本                     | 演出                   | ゲスト出演者                                                                      | NHK版吹き替え出演者 |
| ------ | ------------- | -------------- | --------------------------------------------- | ------------------------ | ---------------------- | --------------------------------------------------------------------------------- | --- |
| 第42話 | 1995年1月1日  | 1997年12月29日 | ポワロのクリスマス Hercule Poirot's Christmas | クライブ・エクストン     | エドワード・ベネット   | ヴァーノン・ドブチェフ（シメオン・リー） サイモン・ロバーツ（アルフレッド・リー） | 大塚周夫（シメオン・リー） 安原義人（アルフレッド・リー） 田島令子 / 要田禎子（リディア・リー） 大塚明夫（ハリー・リー） 堀勝之祐（ジョージ・リー）                                                                              |
| 第43話 | 1995年2月12日 | 1996年12月30日 | ヒッコリー・ロードの殺人 Hickory Dickory Dock | アンソニー・ホロヴィッツ | アンドリュー・グリーブ | サラ・バデル（フローレンス・ハバート） バーナード・ロイド（エンディコット）       | 戸田恵子（サリー・フィンチ） 家中宏（ナイジェル・チャップマン） 辻谷耕史（レナード・ベイトソン） 水野龍司（コリン・マックナブ） 安達忍（パトリシア・レイン） 勝生真沙子（バレリー・ホブハウス） 潘恵子（シーリア・オースティン） |
| 第44話 | 1996年2月11日 | 1996年12月31日 | ゴルフ場殺人事件 Murder on the Links          | アンソニー・ホロヴィッツ | アンドリュー・グリーブ | ダミアン・トマス（ポール・ルノー） ジャシンタ・マルケイ（イザベル・デュビーヌ）   | 麦人（ポール・ルノー） 小山茉美（イザベル・デュビーヌ） 大平透（ジロー警部） 寺田路恵（エロイーズ・ルノー） 宮本充（ジャック・ルノー）                                                                                           |
| 第45話 | 1996年3月16日 | 1997年12月30日 | もの言えぬ証人 Dumb Witness                   | ダグラス・ワトキンソン   | エドワード・ベネット   | アン・モリッシュ（エミリー・アランデル） ノーマ・ウェスト（ウィルミーナ）         | 鳳八千代（エミリー・アランデル） 喜多道枝（ウィルミーナ） 中尾隆聖（チャールズ・アランデル） 藤田淑子（ベラ・タニオス） 屋良有作（ジェイコブ・タニオス） 高島雅羅（テリーザ・アランデル）                                        |

### 第7シリーズ（第46・47話）
各103分。このシリーズから16:9ワイドスクリーンでの収録になる。
| 話数   | 放送日        | 放送日         | 邦題 原題                                      | 脚本                     | 演出                   | ゲスト出演者                                                                                            | NHK版吹き替え出演者 |
| 話数   | イギリス      | 日本           | 邦題 原題                                      | 脚本                     | 演出                   | ゲスト出演者                                                                                            | NHK版吹き替え出演者 |
| ------ | ------------- | -------------- | ---------------------------------------------- | ------------------------ | ---------------------- | --- | --- |
| 第46話 | 2000年1月2日  | 2000年12月30日 | アクロイド殺人事件 The Murder of Roger Ackroyd | クライブ・エクストン     | アンドリュー・グリーブ | マルコム・テリス（ロジャー・アクロイド） オリバー・フォード・デイヴィーズ（ジェームズ・シェパード医師） | 稲垣隆史（ロジャー・アクロイド） 中村正（ジェームズ・シェパード医師）                                                               |
| 第47話 | 2000年1月19日 | 2000年12月31日 | エッジウェア卿の死 Lord Edgware Dies           | アンソニー・ホロヴィッツ | ブライアン・ファーナム | ジョン・キャッスル（エッジウェア卿） ヘレン・グレース（ジェーン・ウィルキンソン）                       | 勝部演之（エッジウェア卿） 塩田朋子（ジェーン・ウィルキンソン） 佐々木勝彦（ブライアン・マーチン） 野沢雅子（カーロッタ・アダムス） |

### 第8シリーズ（第48・49話）
各103分。
| 話数   | 放送日        | 放送日       | 邦題 原題                                  | 脚本                     | 演出                   | ゲスト出演者                                                                                  | NHK版吹き替え出演者 |
| 話数   | イギリス      | 日本         | 邦題 原題                                  | 脚本                     | 演出                   | ゲスト出演者                                                                                  | NHK版吹き替え出演者 |
| ------ | ------------- | ------------ | ------------------------------------------ | ------------------------ | ---------------------- | --------------------------------------------------------------------------------------------- | --- |
| 第48話 | 2001年4月20日 | 2002年1月1日 | 白昼の悪魔 Evil Under the Sun              | アンソニー・ホロヴィッツ | ブライアン・ファーナム | ルイーズ・デラメア（アレーナ・スチュアート） マイケル・ヒッグス（パトリック・レッドファーン） | 山像かおり（アレーナ・スチュアート） 家中宏（パトリック・レッドファーン） 津嘉山正種（ケネス・マーシャル） 金沢映子（クリスティーン・レッドファーン） |
| 第49話 | 2001年6月2日  | 2002年1月2日 | メソポタミア殺人事件 Murder in Mesopotamia | クライブ・エクストン     | トム・クレッグ         | バーバラ・バーンズ（ライドナー夫人） ジョージナ・サワベリー（エイミー・レザラン）             | 土井美加（ライドナー夫人） 小川真司（ライドナー博士） 小杉十郎太（リチャード・ケアリー） 小宮和枝（アン・ジョンソン） 池田勝（ラヴィニー神父）        |

### 第9シリーズ（第50 - 53話）
各103分。
| 話数   | 放送日         | 放送日        | 邦題 原題                      | 脚本               | 演出                 | ゲスト出演者 | NHK版吹き替え出演者 |
| 話数   | イギリス       | 日本          | 邦題 原題                      | 脚本               | 演出                 | ゲスト出演者 | NHK版吹き替え出演者 |
| ------ | -------------- | ------------- | ------------------------------ | ------------------ | -------------------- | --- | --- |
| 第50話 | 2003年12月14日 | 2005年8月25日 | 五匹の子豚 Five Little Pigs    | ケビン・エリオット | ポール・アンウィン   | レイチェル・スターリング（キャロライン・クレイル） エイミー・マランス（英語版）（ルーシー・クレイル）                                                                                         | 萩尾みどり（キャロライン・クレイル） 小林さやか（ルーシー・クレイル）                                                         |
| 第51話 | 2003年12月26日 | 2005年8月24日 | 杉の柩 Sad Cypress             | デビッド・ピリ     | デビッド・ムーア     | エリザベス・ダーモット・ウォルシュ（英語版）（エリノア・カーライル） ケリー・ライリー（メアリ・ジェラード）                                                                                   | 麻生侑里（エリノア・カーライル） 岡寛恵（メアリ・ジェラード）                                                                 |
| 第52話 | 2004年4月12日  | 2005年8月23日 | ナイルに死す Death on the Nile | ケビン・エリオット | アンディ・ウィルスン | エマ・グリフィス・マリン（英語版）（ジャクリーン・ド・ベルフォール） エミリー・ブラント（リネット・リッジウェイ） JJ・フィールド（サイモン・ドイル） ダニエル・ラパイン（ティム・アラートン） | 小島聖（ジャクリーン・ド・ベルフォール） 森永明日夏（リネット・リッジウェイ） 関俊彦（サイモン・ドイル）                      |
| 第53話 | 2004年4月26日  | 2005年8月26日 | ホロー荘の殺人 The Hollow      | ニック・ディア     | サイモン・ラングトン | サラ・マイルズ（ルーシー・アンカテル） ジョナサン・ケイク（英語版）（ジョン・クリストウ） エドワード・ハードウィック（サー・ヘンリー・アンカテル） エドワード・フォックス（執事のガジョン）   | 藤田弓子（ルーシー・アンカテル） 原康義（ジョン・クリストウ） 有川博（サー・ヘンリー・アンカテル） 小林勝也（執事のガジョン） |

### 第10シリーズ（第54 - 57話）
各103分。
| 話数   | 放送日        | 放送日         | 邦題 原題                                  | 脚本                     | 演出                   | ゲスト出演者 | NHK版吹き替え出演者 |
| 話数   | イギリス      | 日本           | 邦題 原題                                  | 脚本                     | 演出                   | ゲスト出演者 | NHK版吹き替え出演者 |
| ------ | ------------- | -------------- | ------------------------------------------ | ------------------------ | ---------------------- | --- | --- |
| 第54話 | 2006年1月1日  | 2006年12月5日  | 青列車の秘密 The Mystery of the Blue Train | ガイ・アンドルーズ       | へティ・マクドナルド   | ジェームズ・ダーシー（デレック・ケッタリング） ブロナー・ギャラガー（アダ・メイソン） エリオット・グールド（ルーファス・ヴァン・オールデン） ジョージナ・ライランス（英語版）（キャサリン・グレイ） ニコラス・ファレル（英語版）（リチャード・ナイトン） リンゼイ・ダンカン（タンプリン夫人） アリス・イヴ（レノックス・タンプリン） ジェイミー・マーレイ（ルース・ケッタリング） | 咲野俊介（デレック・ケッタリング） 菅原あき（アダ・メイソン） 横内正（ルーファス・ヴァン・オールデン） 井上喜久子（キャサリン・グレイ） 金尾哲夫（リチャード・ナイトン） 鈴木弘子（タンプリン夫人） 山田里奈（レノックス・タンプリン） 吉田陽子（ルース・ケッタリング） |
| 第55話 | 2006年3月19日 | 2006年12月13日 | ひらいたトランプ Cards on the Table        | ニック・ディア           | セアラ・ハーディング   | アレクサンダー・シディグ（シェイタナ） デヴィッド・ウェストヘッド（英語版）（ジム・ウィーラー警視） アレックス・ジェニングズ（英語版）（ドクター・ロバーツ） レスリー・マンヴィル（ロリマー夫人） リンゼイ・マーシャル（英語版）（アン・メレディス） トリスタン・ゲミル（英語版）（デスパード少佐） ロバート・パフ（ヒューズ大佐）                                                | 東地宏樹（シェイタナ） 辻萬長（ジム・ウィーラー警視） 江原正士（ドクター・ロバーツ） 田島令子（ロリマー夫人） 岡本麻弥（アン・メレディス） 池田秀一（デスパード少佐） 青森伸（ヒューズ大佐）                                                                            |
| 第56話 | 2006年3月26日 | 2006年12月14日 | 葬儀を終えて After the Funeral             | フィロミーナ・マクドナー | モーリス・フィリップス | モニカ・ドラン（英語版）（ギルクリスト） ジョン・カーソン（英語版）（リチャード・アバネシー） マイケル・ファスベンダー（ジョージ・アバネシー） ジェラルディン・ジェームズ（ヘレン・アバネシー） ジュリアン・オヴェンデン（英語版）（マイケル・シェーン） ベンジャミン・ホイットロー（英語版）（ティモシー・アバネシー）                                                           | 小野洋子（ギルクリスト） 磯部勉（ギルバート・エントウィッスル） 宮内敦士（ジョージ・アバネシー） 香野百合子（ヘレン・アバネシー） 福田賢二（マイケル・シェーン） 青野武（ティモシー・アバネシー）                                                                       |
| 第57話 | 2006年4月2日  | 2007年5月3日   | 満潮に乗って Taken at the Flood            | ガイ・アンドルーズ       | アンディ・ウィルスン   | エヴァ・バーシッスル（ロザリーン・クロード） ジェニー・アガター（アデーラ・マーチモント） エリオット・コーワン（デヴィッド・ハンター） パトリック・バラディ（ローリー・クロード） アマンダ・ダウジ（リン・マーチモント） | 高橋理恵子（ロザリーン・クロード） 古坂るみ子（アデーラ・マーチモント） 大塚明夫（デヴィッド・ハンター） 星野充昭（ローリー・クロード） 田中敦子（リン・マーチモント）                                                                                                  |

### 第11シリーズ（第58 - 61話）
各94分。
| 話数   | 放送日         | 放送日        | 邦題 原題                                 | 脚本                 | 演出                 | ゲスト出演者                                                                                             | NHK版吹き替え出演者 |
| 話数   | イギリス       | 日本          | 邦題 原題                                 | 脚本                 | 演出                 | ゲスト出演者                                                                                             | NHK版吹き替え出演者 |
| ------ | -------------- | ------------- | ----------------------------------------- | -------------------- | -------------------- | --- | --- |
| 第58話 | 2008年9月14日  | 2010年9月13日 | マギンティ夫人は死んだ Mrs McGinty's Dead | ニック・ディア       | アシュレイ・ピアース | ジョー・アブサロム（ジェームズ・ベントリー） サラ・スマート（モード・ウィリアムズ）                      | 平田広明（ロビン・アップワード） 小野塚貴志（ジェームズ・ベントリー）                                                                          |
| 第59話 | 2008年9月21日  | 2010年9月14日 | 鳩のなかの猫 Cat Among the Pigeons        | マーク・ゲイティス   | ジェームズ・ケント   | アマンダ・アビントン（ブレイク） エリザベス・ベリントン（グレース・スプリンガー）                        | 葛城七穂（ブレイク） つかもと景子（グレース・スプリンガー）                                                                                    |
| 第60話 | 2008年9月28日  | 2010年9月15日 | 第三の女 Third Girl                       | ピーター・フラナリー | ダン・リード         | ジェミマ・ルーパー（ノーマ・レスタリック） クレメンシー・バートン=ヒル（クローディア・リース・ホランド） | 林真理花（ノーマ・レスタリック） 安藤麻吹（クローディア・リース・ホランド）                                                                    |
| 第61話 | 2009年12月25日 | 2010年9月16日 | 死との約束 Appointment with Death         | ガイ・アンドルーズ   | アシュレイ・ピアース | ティム・カリー（ボイントン卿） ジョン・ハナー（テオドール・ジェラール医師）                              | 廣田行生（ボイントン卿） 世古陽丸（テオドール・ジェラール医師） 魏涼子（サラ・キング医師） 立石涼子（ボイントン夫人） 穂積隆信（カーバリ大佐） |

### 第12シリーズ（第62 - 65話）
各90分。日本語では放送順がイギリスと異なっている。DVD-BOXやストリーム配信では『複数の時計』が最初のエピソードとされている。
| 話数   | 放送日         | 放送日       | 邦題 原題                                         | 脚本                     | 演出                   | ゲスト出演者 | NHK版吹き替え出演者 |
| 話数   | イギリス       | 日本         | 邦題 原題                                         | 脚本                     | 演出                   | ゲスト出演者 | NHK版吹き替え出演者 |
| ------ | -------------- | ------------ | ------------------------------------------------- | ------------------------ | ---------------------- | --- | --- |
| 第62話 | 2010年1月3日   | 2012年2月6日 | 三幕の殺人 Three Act Tragedy                      | ニック・ディア           | アシュレイ・ピアース   | マーティン・ショウ（サー・チャールズ・カートライト） アート・マリック（サー・バーソロミュー・ストレンジ）                                                                                   | 佐々木勝彦（サー・チャールズ・カートライト） 押切英季（サー・バーソロミュー・ストレンジ） 坂本真綾（エッグ・リットン・ゴア） 相沢恵子（メアリー・リットン・ゴア） |
| 第63話 | 2010年10月27日 | 2012年2月8日 | ハロウィーン・パーティ Hallowe'en Party           | マーク・ゲイティス       | チャールズ・パーマー   | アメリア・ブルモア（ジュディス・バトラー） デボラ・フィンドレイ（ロウィーナ・ドレイク） | 寺内よりえ（ジュディス・バトラー） 久保田民絵（ロウィーナ・ドレイク）                                                                                             |
| 第64話 | 2010年12月25日 | 2012年2月9日 | オリエント急行の殺人 Murder on the Orient Express | スチュワート・ハーコート | フィリップ・マーティン | セルジュ・アザナヴィシウス（ザビエル・ブーク） アイリーン・アトキンス（ナターリア・ドラゴミノフ） バーバラ・ハーシー（キャロライン・ハバード） ジェシカ・チャステイン（メアリー・デベナム） | 伊藤昌一（ザビエル・ブーク） 勝倉けい子（ナターリア・ドラゴミノフ） 大西多摩恵（キャロライン・ハバード） 日野由利加（メアリー・デベナム）                         |
| 第65話 | 2011年12月26日 | 2012年2月7日 | 複数の時計 The Clocks                             | スチュワート・ハーコート | チャールズ・パーマー   | トム・バーク（コリン・レース大尉） ジェイミー・ウィンストン（シーラ・ウェブ） | 浜野基彦（コリン・レース大尉） 山本雅子（シーラ・ウェブ） |

### 第13シリーズ（第66 - 70話）
各90分。
| 話数   | 放送日         | 放送日        | 邦題 原題                                                       | 脚本                                 | 演出                     | ゲスト出演者 | NHK版吹き替え出演者 |
| 話数   | イギリス       | 日本          | 邦題 原題                                                       | 脚本                                 | 演出                     | ゲスト出演者 | NHK版吹き替え出演者 |
| ------ | -------------- | ------------- | --------------------------------------------------------------- | ------------------------------------ | ------------------------ | --- | --- |
| 第66話 | 2013年6月9日   | 2014年9月8日  | 象は忘れない Elephants Can Remember                             | ニック・ディア                       | ジョン・ストリックランド | ヴァネッサ・カービー（シリア・レーブンズクロフト） アレキサンドラ・ダウリング（マリー・マクダーモット） イアン・グレン（ウィロビー博士） グレタ・スカッキ（バートンコックス夫人） ヴィンセント・リーガン（ビール警部） | 甲斐田裕子（シリア・レーブンズクロフト） 小林さやか（マリー・マクダーモット） 押切英希（ウィロビー博士） 一城みゆ希（バートンコックス夫人） 石田圭祐（ビール警部） |
| 第67話 | 2013年10月23日 | 2014年9月15日 | ビッグ・フォー The Big Four                                     | マーク・ゲイティス、イアン・ハラード | ピーター・ライドン       | サイモン・ロー（ドクター・クエンティン） トム・ブルック（ローレンス・タイソー） パトリシア・ホッジ（マダム・オリヴィエ） テレサ・バナム（ダイアナ・ペインター） サラ・パリッシュ（フロッシー・モンロー） | 吉見一豊（ドクター・クエンティン） 清水明彦（ローレンス・タイソー） 小宮和枝（マダム・オリヴィエ） 古坂るみ子（ダイアナ・ペインター） 渡辺真砂子（フロッシー・モンロー） |
| 第68話 | 2013年10月30日 | 2014年9月22日 | 死者のあやまち Dead Man's Folly                                 | ニック・ディア                       | トム・ヴォーン           | シニード・キューザック（フォリアット夫人） ショーン・パートウィー（ジョージ・スタッブス卿） ステファニー・レオニダス（ハティ・スタッブス） マーティン・ジャーヴィス（ワーバートン大尉） ロザリンド・エアーズ（ワーバートン夫人） | 寺田路恵（フォリアット夫人） 中村秀利（ジョージ・スタッブス卿） 雨蘭咲木子（ハティ・スタッブス） 金子達（ワーバートン大尉） 吉野由志子（ワーバートン夫人） |
| 第69話 | 2013年11月6日  | 2014年9月29日 | ヘラクレスの難業 The Labours of Hercules                        | ガイ・アンドリュース                 | アンディ・ウイルソン     | オーラ・ブレイディ（ロサコフ伯爵夫人） エレノア・トムリンソン（アリス・カニンガム） ルパート・エヴァンス（ハロルド・ウェアリング） ナイジェル・リンゼイ（フランチェスコ） トム・ヴラシア（シュワルツ） | 唐沢潤（ロサコフ伯爵夫人） 深見梨加（アリス・カニンガム） 家中宏（ハロルド・ウェアリング） 北川勝博（フランチェスコ） 石住昭彦（シュワルツ） 斎藤志郎（グスタフ） 本田次布（ドクター・ルッツ） 水野千夏（カトリーナ・サムシェンカ） 三上哲（テッド・ウィリアムズ） 瀬田ひろ美（ライス夫人） 衣鳩志野（エルシー・クレイトン） 佐瀬弘幸（レメントイ警視） 仗桐安（バートン） 堀越富三郎（警視正） 土門敬子（女性警官） |
| 第70話 | 2013年11月13日 | 2014年10月6日 | カーテン〜ポワロ最後の事件〜[注 21] Curtain: Poirot’s Last Case | ケヴィン・エリオット                 | ヘティ・マクドナルド     | アリス・オル＝ユーイング（ジュディス・ヘイスティングス） ショーン・ディングウォール（ジョン・フランクリン博士） アンナ・マデリー（バーバラ・フランクリン） エイダン・マカードル（スティーブン・ノートン） フィリップ・グレニスター（ウィリアム・ボイド・キャリントン卿） ヘレン・バクセンデイル（エリザベス・コール） ジョン・スタンディング（トービー・ラトレル） アン・リード（デイジー・ラトレル） マシュー・マクナルティー（アラートン少佐） | 安藤麻吹（ジュディス・ヘイスティングス） 世古陽丸（ジョン・フランクリン博士） 勝生真沙子（バーバラ・フランクリン） 渡辺穣（スティーブン・ノートン） 田中正彦（ウィリアム・ボイド・キャリントン卿） 泉晶子（エリザベス・コール） 佐々木敏（トービー・ラトレル） 山本与志恵（デイジー・ラトレル） 高橋広樹（アラートン少佐） 上田ゆう子（クレイブン） 増山浩一（検視官）                                               |

## ソフト化
放送当初から数社がVHSでの発売を行っていたが、これらは全て英語音声日本語字幕で、サブタイトルもNHK版には依っていなかった。
NHKの日本語版がソフト化されたのは2001年から2002年にかけてビームエンタテインメント（現ハピネット）より発売されたDVDが最初で、第47話まで発売された。ただし、NHK総合で放送された第49話までは放送時間の都合上カットシーンが存在したため、その部分のみ英語音声日本語字幕での収録だった。その後2005年にNHK版と同じキャスト（ヘイスティングスは逝去した富山の後任の安原が担当、ゲスト側も一部を除いて同じ声優を起用）を起用しカットシーンの追加吹き替えを行い、加えてNHKで放送された当時の映像（放送枠に合わせカット・編集された日本語版）も全話分収録、パッケージも一新した完全版が第49話まで発売された（旧DVDに収録されていない第48、49話のパッケージはリバーシブルになっており、裏返すと旧DVDのフォーマットに揃えることができた）。
2007年には第9シリーズ第50～53話が、仕様は完全版ながらパッケージを旧版に戻した『ニュー・シーズン DVD-BOX 1』として発売されると、以降シリーズが制作される度にDVD-BOX化され、最終第13シリーズ収録の『同 DVD-BOX 5』まで発売された。なお、NHK BS2で放送されるようになった第50話以降はカットシーンは存在しないため、完全版とは明記していない。
また2011年にデアゴスティーニ・ジャパンから『名探偵ポワロ DVDコレクション』としてDVDマガジンが発刊(隔週刊行で1巻1作)。2013年7月9日発行の65巻で完結し2013年6月以降放送の最終シリーズは収録されていない。マガジンではあらすじ、原作との相違、作品の時代背景やクリスティの生い立ちの解説がなされ、レギュラー出演者へのインタビューとあわせた出演者紹介・ロケ地・撮影の裏話なども掲載されている。ただし収録されている吹き替えはデアゴスティーニが新録したものとなっており、登場人物の項に記載のとおりNHKの日本語版とはキャストが異なる。また、ゲストキャラクターは何人かの声優が話数によって役柄を変えながら演じているため、キャストが重複している。
Blu-Rayディスクでのソフト化については、イギリスにおいてITVスタジオとAcorn Media制作によるリマスター版が発売された。2015年日本でもBOXが第49話まで発売された。本編はイギリス版ではリマスターできずにカットされたシーンを国内のSD素材をアップコンバートして復元、さらにオリジナル版と日本放送版（OP・EDをNHK版の映像に差し替え）2種類を収録している。

## 関連商品
- 1997年に日本クラウンから、14曲収録のサウンドトラックCDが発売された。ただし、タイトルは同社から発売されていたVHSに依って『名探偵エルキュール・ポアロ』となっている。現在は廃盤。
- 1998年に求龍堂から、ドラマシリーズ唯一の解説本『テレビ版名探偵ポワロ』（ピーター・ヘイニング著）が翻訳出版。現在は絶版。
- 2015年にスタジオ・エコーから、熊倉一雄、安原義人他による原作のオーディオブックが5作、配信の形で発売された[6][7]。
- 2022年に原書房から、スーシェがこの作品について語った著書『ポワロと私　デビッド・スーシェ自伝』が翻訳出版された。
- またイギリスでは上記以外のサウンドトラックCD、スーシェやフレイザーが朗読する原作のオーディオブック等が発売されており、これらは日本でも輸入盤として購入できる。